# Estación Playón de La Marín
La Terminal Microregional "Playón La Marín" es la estación principal de 2 corredores principales en Quito, ubicada sobre la Avenida Pichincha intersección con la Calle Rocafuerte por donde se puede llegar a la Plaza de Santo Domingo, al tener carácter de estación integradora, la estación es un punto de conexión de varios sistemas de transporte como lo son la Ecovía y la extensión centro del Corredor Central Norte de los que es la decimosexta, vigésima estación respectivamente.1
Fue construida en el año 2005 debido a la alta demanda de pasajeros y el caos vehicular que había en el sector como plan de la implementación de nuevos sistemas de transporte público similares al Trolebús, además de contar en sus cercanías a la Estación Microrregional Marín-Valle de los Chillos lo que convierte a esta estación en punto de conexión con el sector del Valle de los Chillos como Sangolquí, Amaguaña entre otros, toma su nombre del "El Playón" debido a que este sector era un lugar muy comercial donde se podría encontrar cualquier artículo, actualmente el lugar es un poco más organizado. 
Antiguamente esta estación no tenía un nombre definido con la primera extensión de la Ecovía al sur que avanzaba hasta el sector de Chimbacalle, a esta estación se le conocía con el nombre de "San Marcos" nombre que fue cambiado tiempo después a como se le conoce actualmente, con la inauguración total de extensión sur de la Ecovía que avanza hasta el Terminal Terrestre Quitumbe, paso a tener la primera iconografía que consistía en la ilustración de la estación con 2 buses a los costados haciendo referencia a la Microrregional.

## Ubicación
La Terminal Microregional "Playón La Marín" es la estación principal de 2 corredores principales en Quito, ubicada sobre la Avenida Pichincha intersección con la Calle Rocafuerte por donde se puede llegar a la Plaza de Santo Domingo, al tener carácter de estación integradora, la estación es un punto de conexión de varios sistemas de transporte como lo son la Ecovía y la extensión centro del Corredor Central Norte de los que es la decimosexta, vigésima estación respectivamente.

## Construcción
La Terminal Microregional "Playón La Marín" fue construida en el año 2005 debido a la alta demanda de pasajeros y el caos vehicular que había en el sector. Esta construcción fue parte de la implementación de nuevos sistemas de transporte público similares al Trolebús. Además, la estación se encuentra cerca de la Estación Microrregional Marín-Valle de los Chillos, lo que la convierte en un punto de conexión con el sector del Valle de los Chillos, como Sangolquí y Amaguaña, entre otros. El nombre de "El Playón" se debe a que este sector era un lugar muy comercial donde se podía encontrar cualquier artículo. Actualmente, el lugar es un poco más organizado
En el año 2017 La Empresa Pública Metropolitana de Transporte de Pasajeros de Quito (Epmtp) informó que los trabajos en el sitio son para ampliar los carriles de circulación para los buses que llegan a la estación de transferencia del playón. 
La idea es crear mayor espacio para las maniobras de giro de los buses que ingresan a dicha locación. Con estas obras también se busca destinar un área para el parqueo de las unidades antes de su salida a los diferentes circuitos de la Ecovía, por ejemplo.
Adicionalmente, se planea instalar un recubrimiento antideslizante en el andén de embarque y desembarque similar al que se está instalando en las paradas del Corredor Sur Occidental. Con esto se busca minimizar el riesgo de accidentes debido a resbalones, frecuentes en la época de lluvias.
La instalación de las lonas verdes comenzó desde la semana pasada, y solo hasta ayer se observó la remoción de tierra con un tractor. Y los usuarios seguían cortando camino por entre las plantas de la zona.
Se estima que la obra concluya en el transcurso de un mes y medio, y que contribuya a la ágil circulación de buses. La estación playón de La Marín aglutina a diario a usuarios de la Ecovía y del Metrobús y hay amplia demanda.
En la Actualidad es decir en el año 2024 la Empresa Pública Metropolitana de Transporte de Pasajeros de Quito (Epmtp) informó que se está realizando un informe para la remodelación de la misma completamente para así mejorar el servicio de transporte 

## Servicios

### Sistemas integrados
Los siguientes sistemas usan la estación como su destino principal de transferencia:
- Buses Interparroquiales (Valle de los Chillos)

Mientras que los siguientes la usan, o se prevé como centro de interconexiones a sus respectivos sistemas:
- Corredor Central Norte
- Corredor Sur Oriental
- Autobuses público-privados.

## Estaciones EPMTPQ

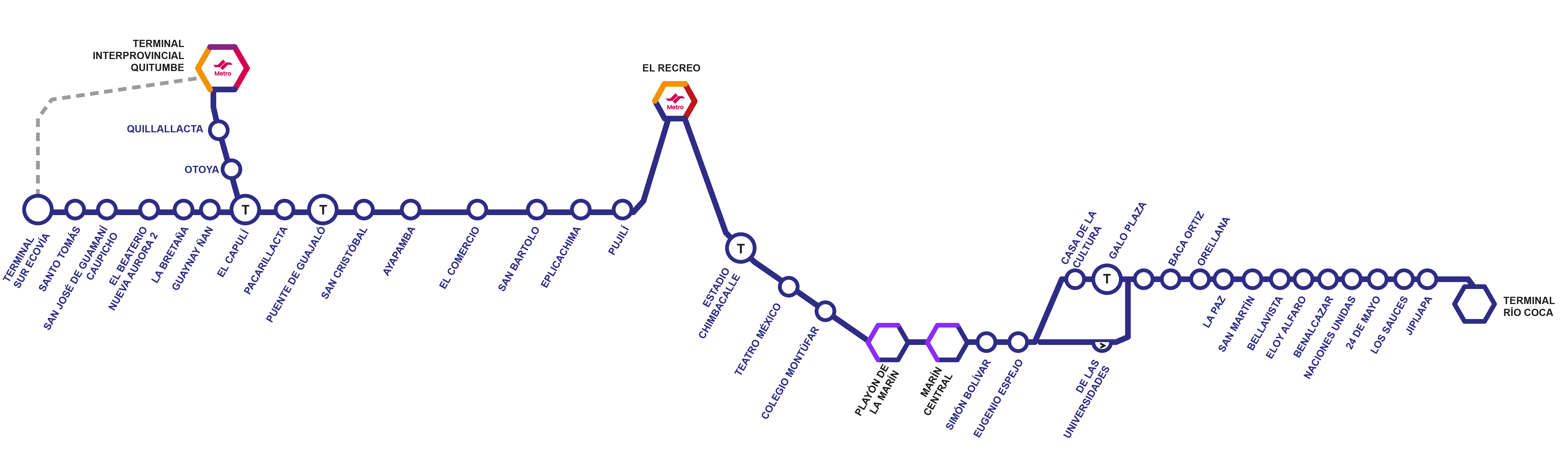
Mapa del Troncal Oriental y Sur Oriental Ecovia

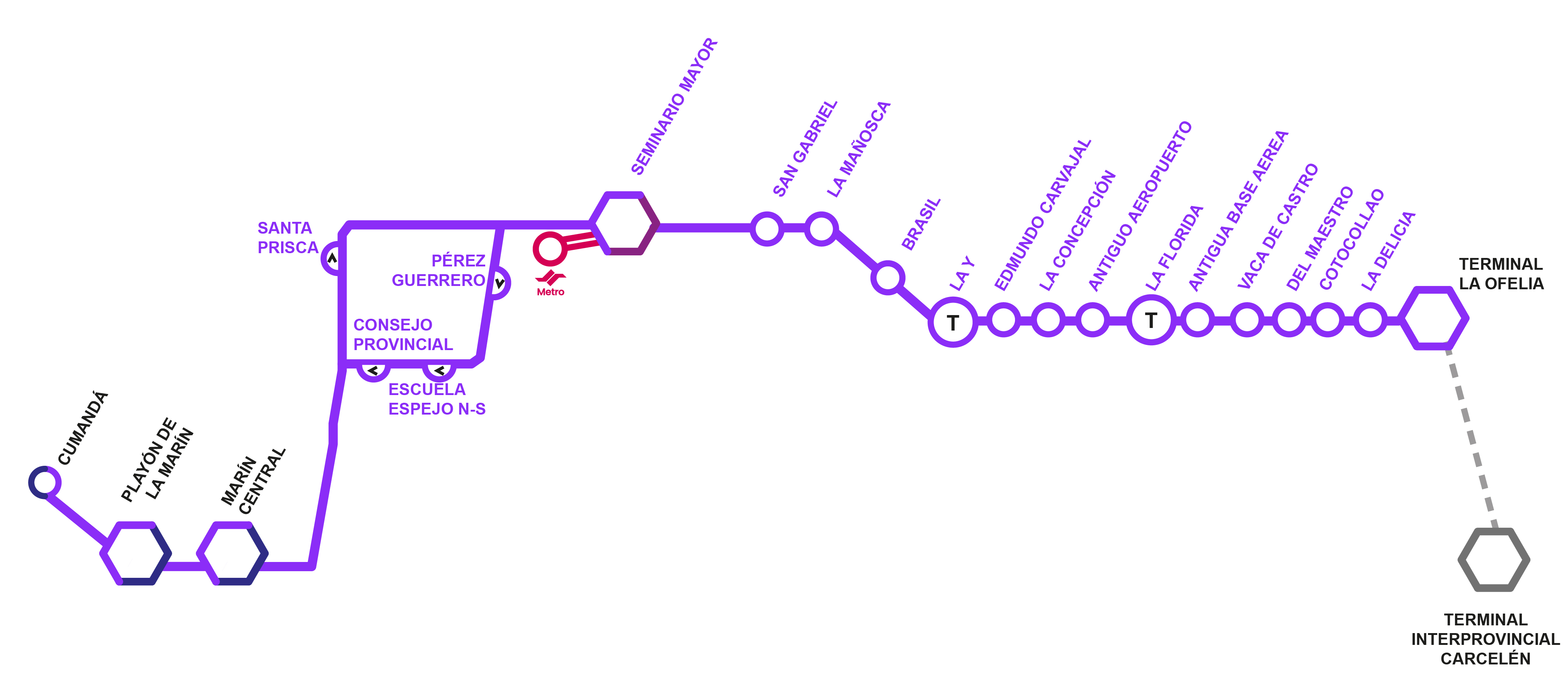
Mapa del Corredor Central Norte

| Leyenda                                                    |
| ---------------------------------------------------------- |
| Servicio 24 horas                                          |
| Servicio 05:30 - 21:45                                     |
| Accesiblidad para personas con discapacidades              |
| Información                                                |
| N Únicamente hacia el norte                                |
| S Únicamente hacia el sur                                  |
| N/S Las estaciones hacia el norte y el sur están separadas |
| Baños                                                      |
| Wifi gratuito                                              |
| Restaurantes                                               |
| Integración con Metro de Quito                             |

| CORREDOR CENTRAL NORTE                      | CORREDOR CENTRAL NORTE | CORREDOR CENTRAL NORTE | CORREDOR CENTRAL NORTE     |
| Estación                                    | Tipo                   | Estado                 | Servicios                  |
| ------------------------------------------- | ---------------------- | ---------------------- | -------------------------- |
| Terminal La Ofelia                          | Integración            | Abierta                | Acceso para discapacitados |
| La Delicia                                  | Parada                 | Abierta                | Acceso para discapacitados |
| Cotocollao                                  | Parada                 | Abierta                | Acceso para discapacitados |
| Av. del Maestro                             | Parada                 | Abierta                | Acceso para discapacitados |
| Vaca de Castro                              | Parada                 | Abierta                | Acceso para discapacitados |
| Base Aérea                                  | Parada                 | Abierta                | Acceso para discapacitados |
| Parada de Integración ''La Florida''        | Integración            | Abierta                | Acceso para discapacitados |
| Antiguo Aeropuerto                          | Parada                 | Abierta                | Acceso para discapacitados |
| La Concepción                               | Parada                 | Abierta                | Acceso para discapacitados |
| Edmundo Carvajal                            | Parada                 | Abierta                | Acceso para discapacitados |
| Parada de Integración ''La Y''              | Integración            | Abierta                | Acceso para discapacitados |
| Brasil                                      | Parada                 | Abierta                | Acceso para discapacitados |
| Mañosca                                     | Parada                 | Abierta                | Acceso para discapacitados |
| San Gabriel                                 | Parada                 | Abierta                | Acceso para discapacitados |
| Estación Seminario Mayor                    | Integración            | Abierta                | Acceso para discapacitados |
| Hospital Carlos Andrade Marín               | Parada                 | Abierta                | N                          |
| Pérez Guerrero                              | Parada                 | Abierta                | S                          |
| Escuela Espejo                              | Parada                 | Abierta                | Acceso para discapacitados |
| Consejo Provincial                          | Parada                 | Abierta                | S                          |
| Santa Prisca                                | Parada                 | Abierta                | N                          |
| Estación Marin Central                      | Integración            | Abierta                | Acceso para discapacitados |
| Terminal Microregional Playón de La Marín   | Integración            | Abierta                | Acceso para discapacitados |
| CORREDOR ORIENTAL ECOVÍA                    |                        |                        |                            |
| Estación                                    | Tipo                   | Estado                 | Servicios                  |
| Terminal Microregional Río Coca             | Integración            | Abierta                | Acceso para discapacitados |
| Jipijapa                                    | Parada                 | Abierta                | Acceso para discapacitados |
| Los Sauces                                  | Parada                 | Abierta                | Acceso para discapacitados |
| Colegio 24 de Mayo                          | Parada                 | Abierta                | Acceso para discapacitados |
| Naciones Unidas                             | Parada                 | Abierta                | Acceso para discapacitados |
| Benalcázar                                  | Parada                 | Abierta                | Acceso para discapacitados |
| Eloy Alfaro                                 | Parada                 | Abierta                | Acceso para discapacitados |
| Bellavista                                  | Parada                 | Abierta                | Acceso para discapacitados |
| San Martín                                  | Parada                 | Abierta                | Acceso para discapacitados |
| La Paz                                      | Parada                 | Abierta                | Acceso para discapacitados |
| Baca Ortiz                                  | Parada                 | Abierta                | Acceso para discapacitados |
| Orellana                                    | Parada                 | Abierta                | Acceso para discapacitados |
| Manuela Cañizares                           | Parada                 | Abierta                | Acceso para discapacitados |
| Parada de Integración ''Galo Plaza''        | Integración            | Abierta                | Acceso para discapacitados |
| De las Universidades                        | Parada                 | Abierta                | N                          |
| Casa de la Cultura                          | Parada                 | Abierta                | Acceso para discapacitados |
| Eugenio Espejo                              | Parada                 | Abierta                | Acceso para discapacitados |
| Simón Bolívar                               | Parada                 | Abierta                | Acceso para discapacitados |
| Estación Marin Central                      | Parada                 | Abierta                | Acceso para discapacitados |
| Terminal Microregional Playón de La Marín   | Integración            | Abierta                | Acceso para discapacitados |
| Colegio Montúfar                            | Parada                 | Abierta                | Acceso para discapacitados |
| Teatro México                               | Parada                 | Abierta                | Acceso para discapacitados |
| Parada de Integración ''Chimbacalle''       | Integración            | Abierta                | Acceso para discapacitados |
| Estación El Recreo                          | Integración            | Abierta                | Acceso para discapacitados |
| Pujíli                                      | Parada                 | Abierta                | Acceso para discapacitados |
| Eplicachima                                 | Parada                 | Abierta                | Acceso para discapacitados |
| San Bartolo                                 | Parada                 | Abierta                | Acceso para discapacitados |
| El Comercio                                 | Parada                 | Abierta                | Acceso para discapacitados |
| Ayapamba                                    | Parada                 | Abierta                | Acceso para discapacitados |
| San Cristóbal                               | Parada                 | Abierta                | Acceso para discapacitados |
| Parada de Integración ''Puente de Guajaló'' | Integración            | Abierta                | Acceso para discapacitados |
| Pacarillacta                                | Parada                 | Abierta                | Acceso para discapacitados |
| Estación El Capulí                          | Integración            | Abierta                | Acceso para discapacitados |
| Otoya Ñan                                   | Parada                 | Abierta                | Acceso para discapacitados |
| Quillallacta                                | Parada                 | Abierta                | Acceso para discapacitados |
| Terminal Terrestre Quitumbe                 | Integración            | Abierta                | Acceso para discapacitados |
| Guayanay Ñan                                | Parada                 | Abierta                | Acceso para discapacitados |
| La Bretaña                                  | Parada                 | Abierta                | Acceso para discapacitados |
| El Beaterio Nueva Aurora II                 | Parada                 | Abierta                | Acceso para discapacitados |
| San José de Guamaní Caupicho                | Parada                 | Abierta                | Acceso para discapacitados |
| Santo Tomás                                 | Parada                 | Abierta                | Acceso para discapacitados |
| Terminal Sur Ecovía - Guamaní               | Integración            | Abierta                | Acceso para discapacitados |

## Circuitos EPMTPQ
| Corredor Central Norte                  | Corredor Central Norte                                                                              | Corredor Central Norte                                                     |
| Código                                  | Línea                                                                                               | Empresa operadora                                                          |
| --------------------------------------- | --------------------------------------------------------------------------------------------------- | -------------------------------------------------------------------------- |
| C2                                      | T.M.La Ofelia - Estación Seminario Mayor - Terminal Microregional ''Playón de la Marín''            | Consorcio Central Norte                                                    |
| Corredor Oriental Ecovía                | |                                                                            |
| Código                                  | Línea                                                                                               | Empresa operadora                                                          |
| E2                                      | T.T.Quitumbe - Terminal Microregional ''Playón de la Marín'' - Terminal Microregional ''Río Coca''  | Empresa Pública Metropolitana de Transporte de Pasajeros de Quito (EPMTPQ) |
| E3                                      | Terminal Microregional ''Río Coca'' - Terminal Microregional ''Playón de la Marín''                 | Empresa Pública Metropolitana de Transporte de Pasajeros de Quito (EPMTPQ) |
| E5                                      | Estación Integración Puente de Guajaló - Terminal Microregional ''Playón de la Marín'' - San Martín | Empresa Pública Metropolitana de Transporte de Pasajeros de Quito (EPMTPQ) |
| TR-04                                   | Tola - Terminal Microregional ''Playón de la Marín'' - San Roque                                    | Cooperativa de Transporte Quitumbe S.A                                     |
| Corredor Sur Occidental Oriental Ecovía | |                                                                            |
| Código                                  | Línea                                                                                               | Empresa operadora                                                          |
| E1                                      | T.Sur Ecovía (Guamaní) - Terminal Microregional ''Playón de la Marín'' - De las Universidades       | Empresa Pública Metropolitana de Transporte de Pasajeros de Quito (EPMTPQ) |
| E1M                                     | T.Sur Ecovía (Guamaní) - Terminal Microregional ''Playón de la Marín'' - Estación Marín Central     | Empresa Pública Metropolitana de Transporte de Pasajeros de Quito (EPMTPQ) |
| E4                                      | T.T.Quitumbe - Terminal Microregional ''Playón de la Marín''                                        | Empresa Pública Metropolitana de Transporte de Pasajeros de Quito (EPMTPQ) |
| TR-04                                   | Tola - Terminal Microregional ''Playón de la Marín'' - San Roque                                    | Cooperativa de Transporte Quitumbe S.A                                     |

### Circuito del Corredor Central Norte
C2 Terminal La Ofelia - Estación Seminario Mayor - Terminal Microregional Playon La Marin

### Rutas Intraterminales del Corredor Sur Oriental Ecovía
Terminal Terreste Quitumbe - Terminal Microregional ''Rio Coca''
Estación Guamani_Sur Ecovía - Estación Marín Central
Terminal Terreste Quitumbe - Terminal Microregional ''Playón de la Marín''

## Rutas Interparroquiales desde la Terminal Microregional "Playón La Marín"
- Amaguaña
- Capelo
- El Choclo
- Conocoto
- La Merced
- Pintag
- San Rafael
- Sangolquí
- Tambillo
- El Tingo